# 多馬什尼島
多馬什尼島是俄羅斯的島嶼，屬於北地群島的一部分，位於斯列德尼島以南800米，由克拉斯諾亞爾斯克邊疆區負責管轄，長4.25公里、寬0.95公里，最高點海拔高度20.7米，島上無人居住。